# Franklin (Illinois)
Franklin és una població dels Estats Units a l'estat d'Illinois. Segons el cens del 2000 tenia 586 habitants.

## Demografia
Segons el cens del 2000, Franklin tenia 586 habitants, 226 habitatges, i 169 famílies. La densitat de població era de 309,9 habitants/km².
Dels 226 habitatges en un 41,2% hi vivien nens de menys de 18 anys, en un 60,2% hi vivien parelles casades, en un 9,3% dones solteres, i en un 24,8% no eren unitats familiars. En el 18,1% dels habitatges hi vivien persones soles el 10,2% de les quals corresponia a persones de 65 anys o més que vivien soles. El nombre mitjà de persones vivint en cada habitatge era de 2,59 i el nombre mitjà de persones que vivien en cada família era de 2,98.
Per edats la població es repartia de la següent manera: un 29,4% tenia menys de 18 anys, un 8,5% entre 18 i 24, un 29,9% entre 25 i 44, un 21,2% de 45 a 60 i un 11,1% 65 anys o més.
L'edat mediana era de 36 anys. Per cada 100 dones de 18 o més anys hi havia 95,3 homes.
La renda mediana per habitatge era de 39.375 $ i la renda mediana per família de 47.813 $. Els homes tenien una renda mediana de 35.000 $ mentre que les dones 21.923 $. La renda per capita de la població era de 16.327 $. Aproximadament el 6,1% de les famílies i el 8,6% de la població estaven per davall del llindar de pobresa.

## Poblacions més properes
El següent diagrama mostra les poblacions més properes.